# Dawid Czerw
Dawid Czerw (ur. 17 listopada 1997 w Lublinie) – polski szachista i streamer w serwisach YouTube, Twitch i TikTok. Mistrz międzynarodowy od 2022 roku.

## Życiorys
Urodził się 17 listopada 1997 roku w Lublinie. W 2018 roku uzyskał tytuł mistrza FIDE, a cztery lata później został mistrzem międzynarodowym. Przez półtora roku pracował w serwisie „Infoszach”. W 2018 roku założył kanał „DawidCzerwTV” w serwisie YouTube. Jest pracownikiem serwisu chess.com, a także prowadzi tam bloga.
We wrześniu 2021 roku osiągnął swój najwyższy ranking szachowy, który wyniósł 2413 punktów.